# Потопчина, Евгения Владимировна
Евге́ния Влади́мировна Потопчина́ (11 (23) апреля 1881 — 23 февраля 1962) — российская актриса оперетты, певица (сопрано).

## Биография
С 1908 года Евгения Потопчина выступала в антрепризе С. Н. Новикова в Санкт-Петербурге. Затем вышла замуж за импресарио Бориса Ефимовича Евелинова, они совместно основали в 1910 году труппу оперетты, которая с 1911 года выступала в здании бывшего театра Парадиз — в Никитском театре в Москве, получившим известность как Никитский театр Е. В. Потопчиной или Оперетта Потопчиной. Евгения Потопчина была примадонной этого театра оперетты.

Первый муж Потопчиной принадлежал к высшему аристократическому обществу, и выступать на сцене, кроме благотворительных концертов и спектаклей, по существующим в то время законам, Евгения Владимировна не могла. Выйдя замуж за Б. Евелинова, Потопчина смогла осуществить свою заветную мечту — стать профессиональной актрисой.
— О. П. Грекова-Дашковская. Театр Е. В. Потопчиной // В кн. «Старые мастера оперетты»

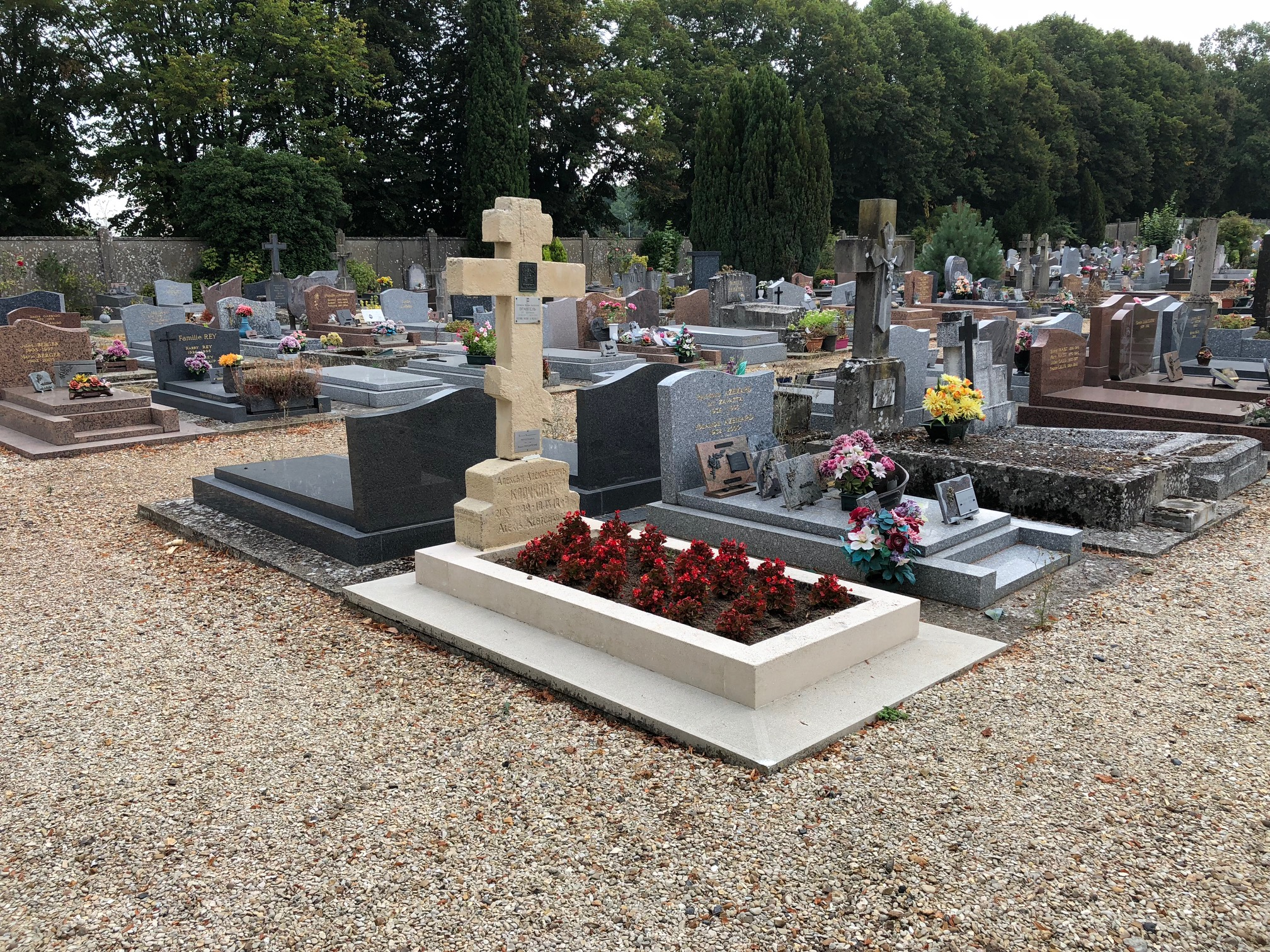
Могила Евгении Владимировны Потопчиной

В 1919 году театр оперетты был закрыт постановлением Совета народных комиссаров.
В здании бывшей Оперетты Потопчиной в 1920 году был создан ТЕРЕВСАТ — Театр Революционной Сатиры (он же — Театр Революции, а ныне — Театр имени Маяковского).
В 1920 году Потопчина и Евелинов эмигрировали в Берлин, где открыли собственную антрепризу — кабаре «Карусель» на улице Курфюрстендамм. Затем Евелинов и Потопчина разошлись, и Потопчина перебралась во Францию, где сочеталась гражданским браком с Алексеем Клочковым, купцом 1 гильдии. Евелинов уехал в США, где и скончался, оставив Потопчиной наследство. На полученные средства она купила дом в Аньере на авеню Пинель.
В период жизни в Аньере на протяжении семи лет занималась с детьми церковно-приходской школы при храме Христа Спасителя (священником которого в ту пору был отец Мефодий (Кульман)). Преподавала в церковной школе при храме, в течение многих лет устраивала детские спектакли.
Скончалась 23 февраля 1962 года. Похоронена под Парижем на кладбище Сент-Женевьев-де-Буа
.

## Репертуар
Среди заметных опереточных партий Евгении Потопчиной:
- Стасси в «Сильве» Имре Кальмана,
- Биби в «Матео» Имре Кальмана,
- Елена в «Польской крови» Оскара Недбала,
- Бесси в «Ярмарке невест» Виктора Якоби,
- Дениза в «Мадемуазель Нитуш» Флоримона Эрве,
- Валентина в «Весёлой вдове»,
- Илона в «Цыганской любви» Франца Легара,
- Дэзи в «Принцессе долларов» Лео Фалля,
- Розетта в «Шалунье» Карла Цирера.

Дуэт Дэзи и Ганса («Принцессе долларов» Лео Фалля) в 1908 года был записан Евгенией Потопчиной и Фёдором Августовым для фирмы «Зонофон»; среди других ранних записей Потопчиной также несколько песен и романсов.

## Цитаты
По словам Дона Аминадо, Евелинов

из задорной, забавной, шаловливой Потопчиной, напевавшей песенки и танцевавшей качучу, создал, сотворил настоящую звезду, из ряда выдающуюся опереточную примадонну. <…> Потопчина превзошла самоё себя, делала полные сборы, собирала всю Москву, притоптывала каблучками, танцевала венгерку, отделывала чардаш, уносилась в вальсах, щёлкала серебряными шпорами в «Мамзель Нитуш», заражала зал смехом и весельем в «Дочери мадам Анго» и насмешливо вторила жалобам тенора: «Сильва, ты меня не любишь, Сильва, ты меня погубишь…»

Современная ей критика писала.

Главная черта её таланта — заразительная жизнерадостность. Она создает образы. Её танцы — это какая-то песня, властно захватывающая вас.

Дарование Потопчиной-танцовщицы было отмечено кинорежиссёром Яковом Протазановым, снявшим её в документально-игровом фильме «Танго» (1914).